# アルフレッド・ド・ドルー
アルフレッド・ド・ドルー（本名:Pierre-Alfred Dedreux、作品への署名は Alfred De Dreuxとした。1810年3月23日 - 1860年3月5日）はフランスの画家である。馬の絵や騎乗した人物の絵、動物画家として知られる。

## 略歴
パリで生まれた。父親は建築家の Pierre-Anne Dedreux (1788-1834)で、1815年に若手芸術家の登竜門であるローマ賞を受賞して、ローマ留学した人物である。1823年から画家であるおじのPierre-Joseph Dedreux-Dorcy (1789-1874)に勧められて、絵画を学び、レオン・コニエやテオドール・ジェリコーの生徒となった。この頃から、馬の絵はお気に入りの題材であった。1831年に初めて、サロン・ド・パリに出展し、その後も1859年まで常時出展を続けた。1832年に皇太子、オルレアン公の最初の乗馬肖像画を描いた。おじの推薦でウージェーヌ･イザベイの工房で働くことができた。
1842年に国から注文でオルレアン公の肖像を描き、翌年、国王ルイ・フィリップに同行してイギリスを訪れ、その後何度もイギリスを訪れることになった。1848年にルイ・フィリップが失脚し、イギリスに亡命しクレアモントに住むことになった時、ド・ドルーも同行し、イギリスでもイギリス貴族の乗馬肖像画を多く描いた。
1852年にパリに戻りスタジオをつくり、ナポレオン3世の家族や周辺の人物の肖像画を描いた。1857年にレジオンドヌール勲章シュヴァリエを受勲した。 

## 作品

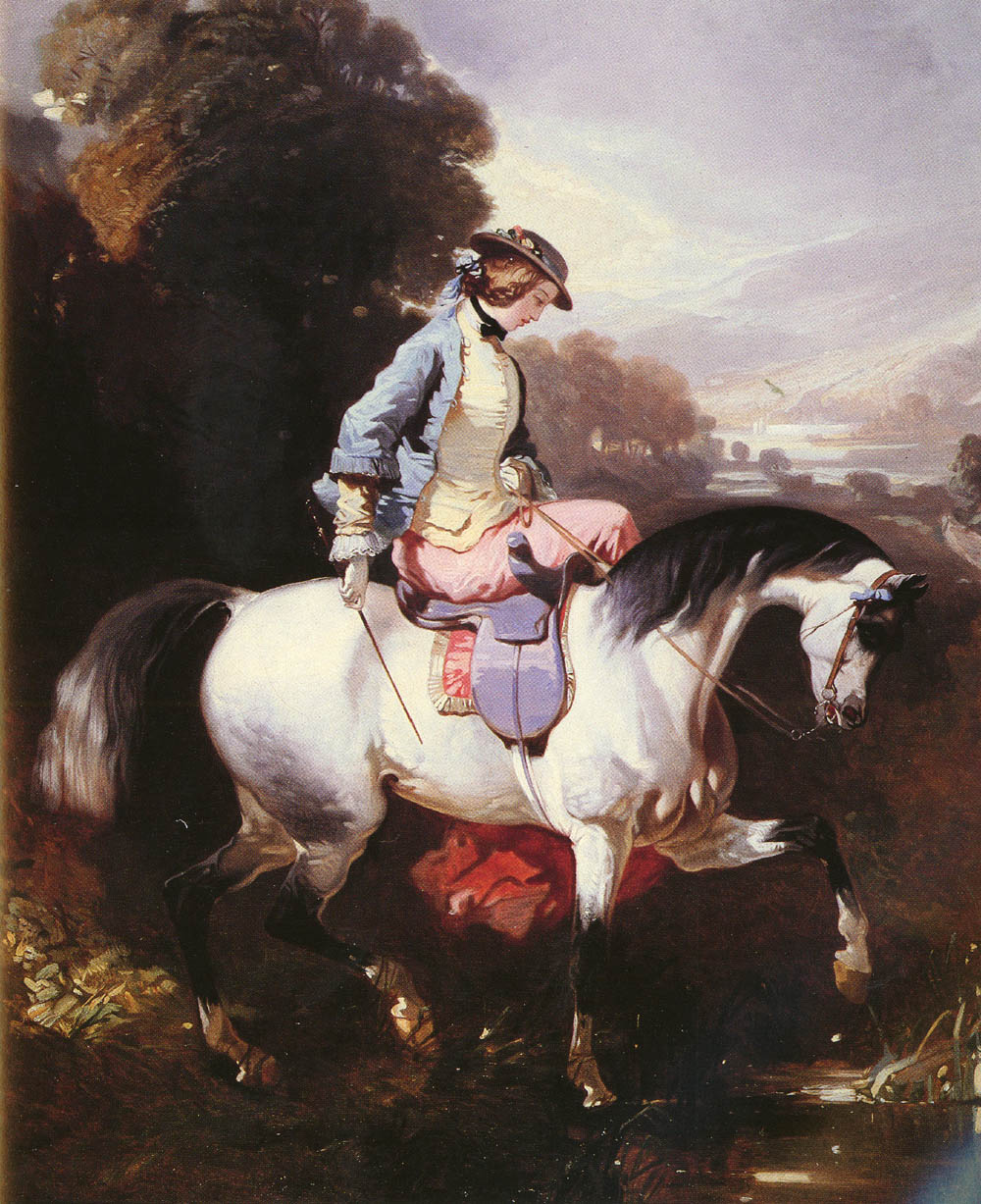
「優美な騎手」
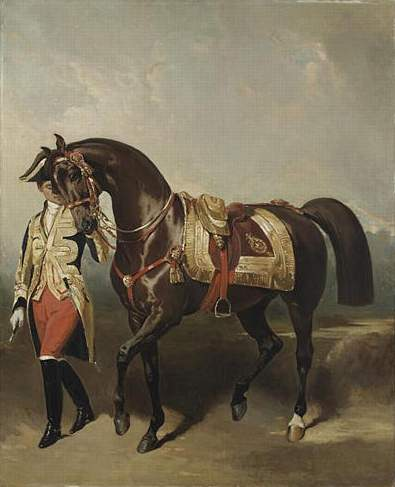
ナポレオン3世の愛馬 Lisa
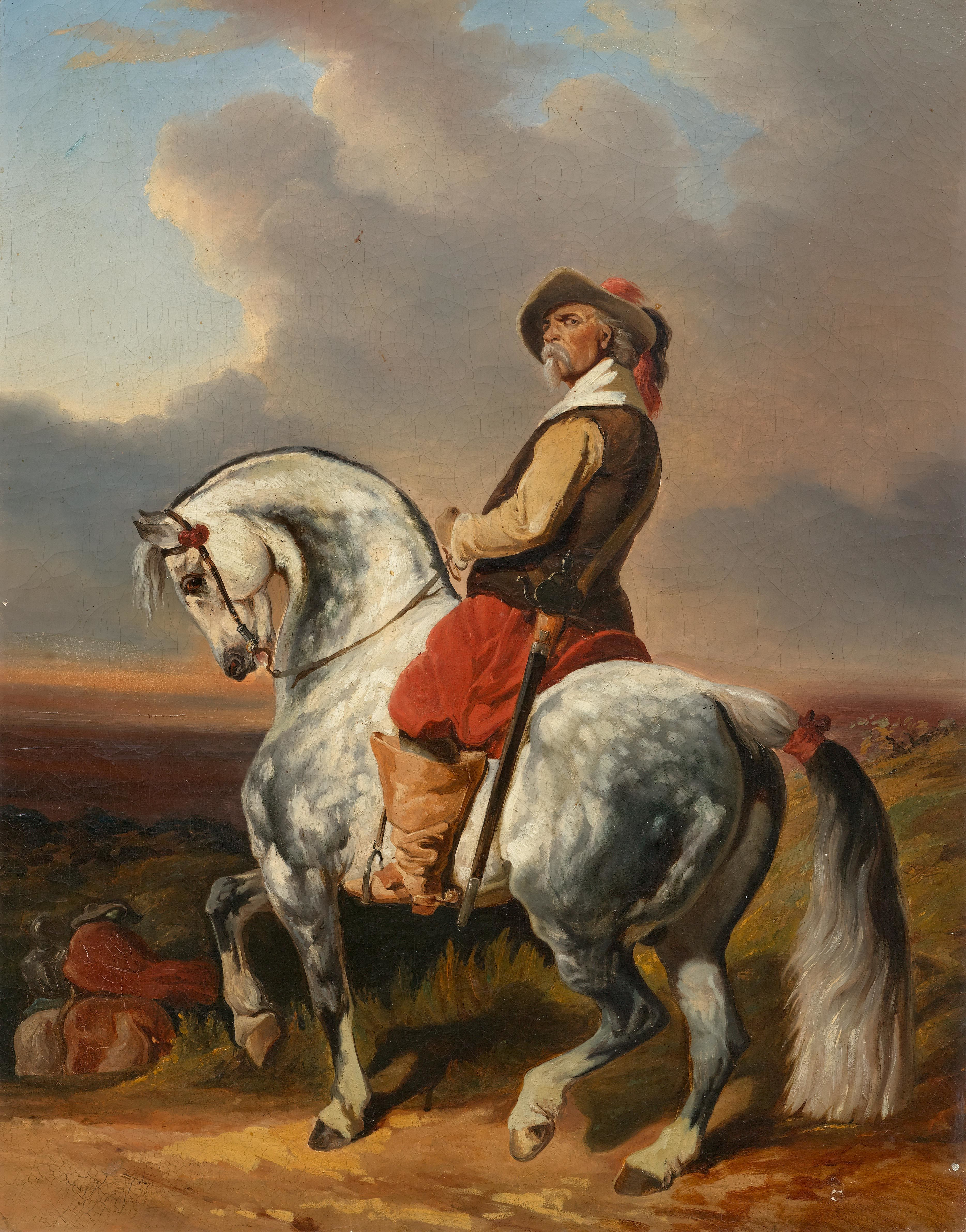
白馬に乗った銃士
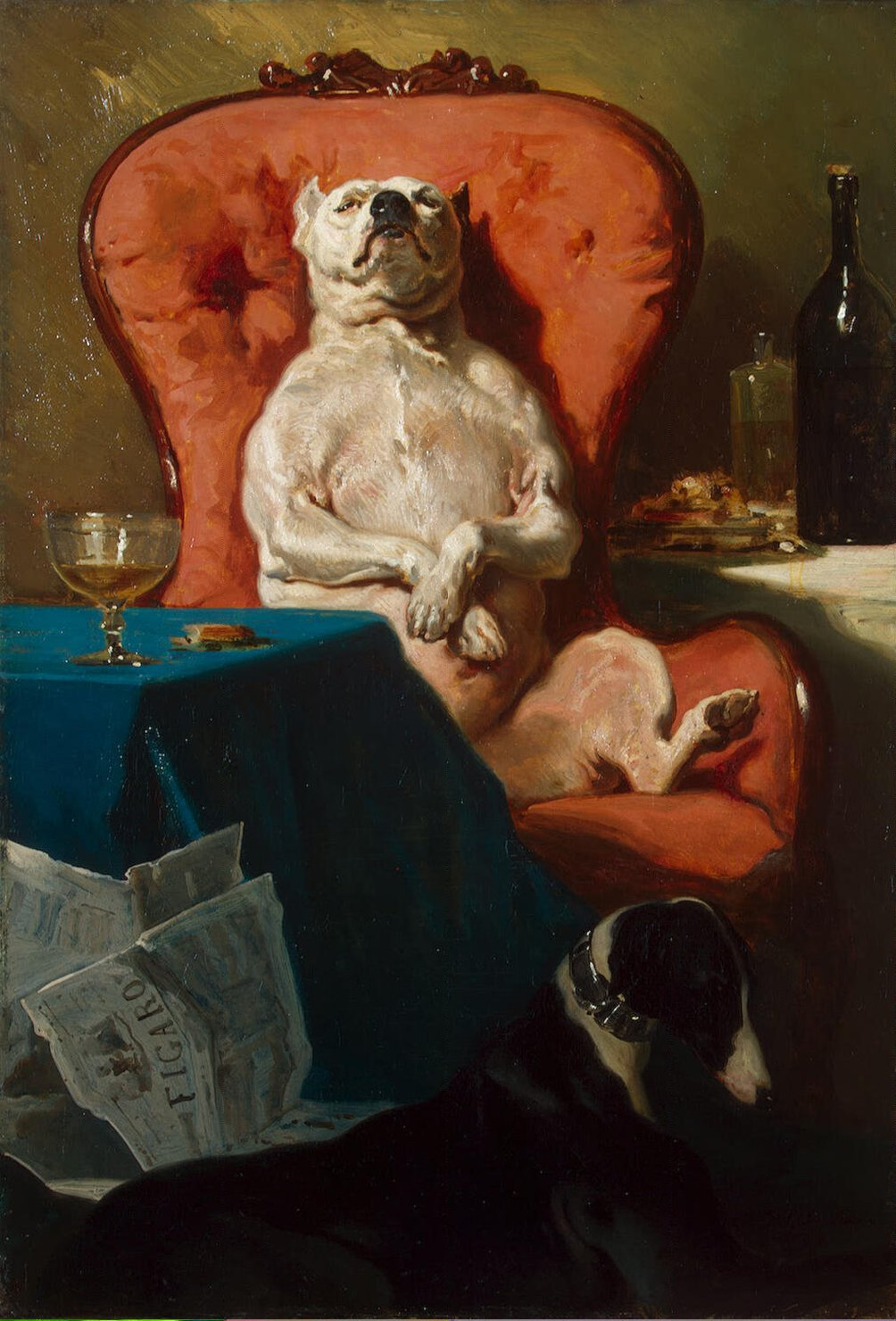
安楽椅子のパグ

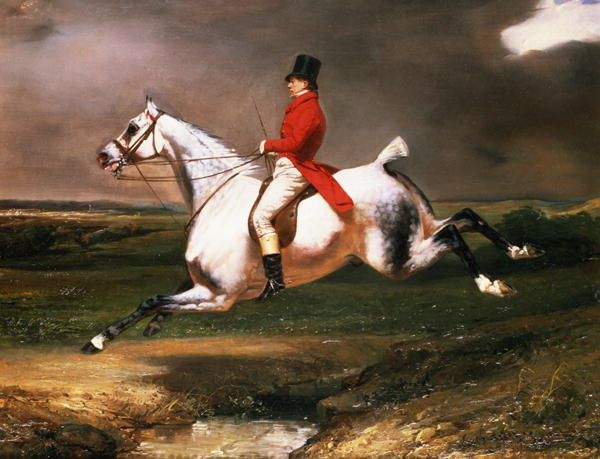
ハンター
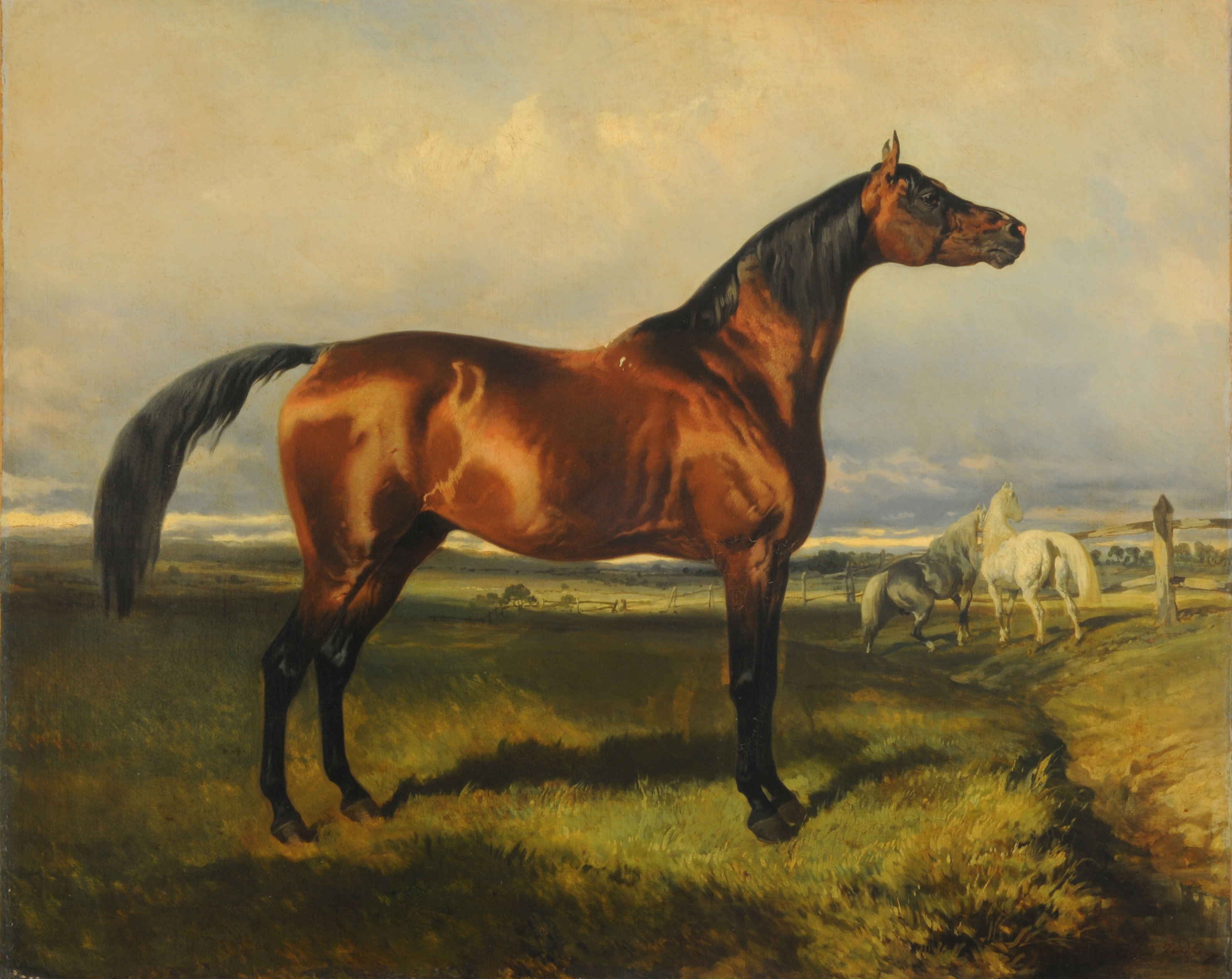
Horses in freedom
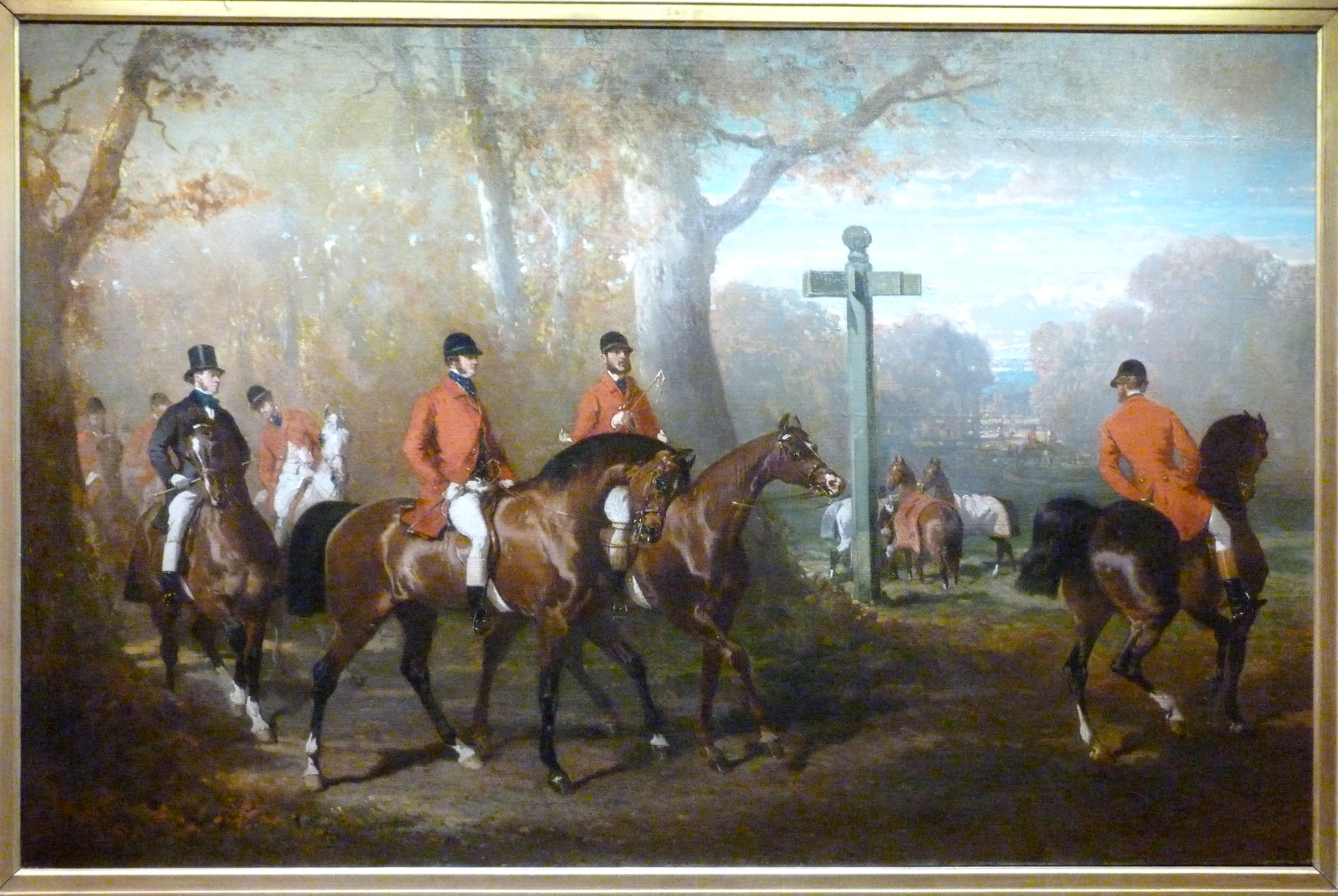
狩りへの出発